# Колвелл, Элизабет
Марта Элизабет Колвелл (англ. Martha Elizabeth Colwell, 24 мая 1881, Бронсон, Мичиган — 18 октября 1961, Иллинойс) — американская писательница, гравер и типограф.

## Ранние годы
Элизабет Колвелл родилась в Бронсоне, штат Мичиган; согласно переписи населения США 1880 года, её семья, включая родителей Элишу и Нэнси, а также братьев и сестёр Фредерика, Альберта, Фернандо, Уильяма и Лору, жила на ферме в Берр-Оук.

## Образование
Колвелл училась в Школе Чикагского института искусств. Среди её инструкторов были Джон Вандерпол и Брор Юлиус Олссон Нордфельдт, последний обучал её искусству японской гравюры на дереве. После знакомства с Томасом Вудом Стивенсом в 1899 году она начала публиковать иллюстрации и стихи для выпусков журнала «The Blue Sky».

## Карьера
На протяжении своей карьеры Колвелл работала в сфере рекламы и была известна своими написанными от руки рекламными объявлениями в газетах. В 1909 году она опубликовала сборник стихов «Песни и сонеты» (англ. Songs and Sonnets), который сама разработала и проиллюстрировала; за свою карьеру она опубликовала и другие подобные книги. В 1910 году вышел в свет том «О создании цветных гравюр на дереве». Для American Type Founders Колвелл разработала в 1916 году дисплейный шрифт Colwell Handletter и его курсив. Выставка 1947 года, посвящённая истории шрифтового дизайна в Америке, отметила её как единственную известную в то время американскую женщину — дизайнера шрифтов.
В 1930-е годы она была связана с Управлением промышленно-строительными работами общественного назначения; одна из её картин того периода, «Ваза с фруктами», выполненная акварелью и темперой, в настоящее время принадлежит Университету Западного Иллинойса. Ещё несколько работ находятся в коллекции Музея изящных искусств Сан-Франциско. Колвелл широко выставлялась на протяжении всей своей карьеры и была членом Чикагского общества художников, а также Чикагского и Нью-Йоркского обществ офортистов.